# Helicophagus typus
Helicophagus typus ist eine Fischart aus der Gattung Helicophagus innerhalb der Familie der Haiwelse. Die Art kommt auf Sumatra und Südost-Borneo vor. Der heutige Bestand ist unbekannt, da das letzte eindeutig bestimmte Tier 1908 gefangen wurde.

## Merkmale
Helicophagus typus weist einen länglichen, seitlich leicht abgeflachten Körperbau auf. Der Körper ist perlfarben mit dunklerem Rücken. Die Flossen sind rötlich. Oberseite und Rand der Schwanzflosse sind dunkel. Auf der Oberseite des Kopfes liegt ein weißlicher Fleck. Die Art erreicht eine Länge von über 46 cm. Das Maul ist unterständig. Die Barteln am Oberkiefer erreichen fast die Rückenflosse, die am Unterkiefer sind noch etwa ein Drittel länger. Die Rückenflosse weist zwei Hart- und sechs bis sieben Weichstrahlen auf, die Brustflossen haben einen Hart- und 11 bis 13 Weichstrahlen, die Bauchflossen sechs Weichstrahlen und die Afterflosse 29 bis 30 Weichstrahlen. Die Fettflosse ist klein, die Schwanzflosse groß. Als einzige Art der Haiwelse weist Helicophagus typus kurze Strahlen vorne seitlich am ersten Bogen der Kiemenreuse auf. Die Zähne am Zwischenkieferbein sitzen in einem ununterbrochenen, gebogenen Band.
Die Art ernährt sich vorwiegend von kleinen Schnecken.